# جون شارب (سياسي)
جون شارب (بالإنجليزية: John Sharp)‏ هو سياسي نيوزلندي، ولد في 1828، وتوفي في 4 يونيو 1919. انتخب عضو مجلس النواب النيوزيلندي.